# Réticule (optique)
Pour les articles homonymes, voir Réticule.

Différents types de réticules de visée.

Un réticule permet, dans un appareil optique, d'effectuer des visées plus précises en interposant dans le champ visuel net (souvent à l'intérieur même de l'oculaire à composantes optiques multiples) une croisée simple ou double de fils traçant un repère permettant des alignements. 
Ces fils devant être très fins, ceux de l'araignée ont été longtemps utilisés. La petite lunette accompagnant dans son mouvement un télescope, et appelée chercheur, comporte un réticule pour en améliorer la précision de visée. Un éclairage rasant des fils permet de les voir illuminés dans le champ de vision.
L'oculaire réticulé a été inventé par Cornelio Malvasia en 1662, l'abbé Picard ayant été le premier à utiliser une lunette munie d'un réticule.